# Richard Burns
Richard Alexander Burns (17. siječnja 1971. – 25. studenoga 2005.) bio je engleski reli-vozač, koji se natjecao u Svjetskom prvenstvu u reliju (WRC). 
Burns je u svojoj karijeri nastupio ukupno na 104 relija WRC-a, od sezone 1990. do 2003. Pobijedio je na 10 utrka, a na pobjednički podij se popeo 34 puta. Najuspješnija sezona je bila 2001. kada je postao svjetski prvak u reliju vozeći automobil Subaru Impreza WRC. 
Sudjelovao je i u konstruktorskim naslovima momčadi Mitsubishiija 1998. i momčadi Peugeota 2002.
Preminuo je od posljedica tumora mozga 2005. godine u 34. godini života. 
Subaru je 2007. u spomen na Burnsa napravio posebno izdanje automobila Impreza WRX STI - RB320. 